# واراتچایا وونگتینچای
 واراتچایا وونگتینچای (انگلیسی: Varatchaya Wongteanchai؛ زادهٔ ۷ سپتامبر ۱۹۸۹) یک تنیس‌باز اهل تایلند است. 